# Jeet kune do
Jeet Kune Do (Chinês: 截拳道 Cantonês: Jitkyùndou Pinyin: Jiéquándào, lit. "O modo de se interceptar o punho"), também Jeet Kun Do ou JKD, é um neo-sistema de arte marcial de combate, desenvolvido pelo artista marcial e ator, o mestre Bruce Lee. O termo Jeet Kune Do foi cunhado em 1967, por Bruce Lee, em uma tentativa de dar um nome a sua expressão marcial.
Em 1996, a Fundação Bruce Lee decidiu usar o nome Jun Fan Jeet Kune Do para designar o estilo. O nome faz referência à arte ensinada por Bruce Lee, como pretendia quando ainda vivo, ou seja, mais próxima da concepção original dele. "Jun Fan" é o nome em chinês de Lee, com a tradução literal sendo "O modo de Bruce Lee de se interceptar o punho."

## Origem
Sem formas fixas, o Jeet Kune Do é um sistema criado por Bruce Lee, que mais que uma arte marcial, é uma síntese de seus próprios pensamentos.
Em última instância o Jeet Kune Do (Caminho do golpe que intercepta) não se resume a uma técnica, mas essencialmente a uma filosofia advinda principalmente da corrente Taoísta, com influências do Zen Budismo, e de Krishnamurti.
Segundo sua mulher, Linda Emery Lee, Bruce sempre se considerou primeiro um artista marcial, depois um ator.
Aficionado pesquisador marcial, Lee dedicou sua vida à análise das teorias e práticas de sistemas de luta. Percebeu a ineficiência para combates reais advindos dos floreios das técnicas clássicas, que chamava de "desespero organizado". Lee considerava que as técnicas clássicas de luta não estavam preparadas para situações reais de combate, preferindo abordagens mais diretas.
“Se sua vida está ameaçada, você não para e pensa: Deixe-me ver se minha mão está na posição correta, ao lado do meu quadril, ou se meu estilo é O ESTILO. Então, por que a dualidade?” (Bruce Lee)
Bruce acreditava que a velocidade era elemento fundamental do combate, e que as técnicas mais simples eram mais rápidas, tanto em velocidade de reação, quanto de aplicação.
Através de experiências em combates reais, percebeu certa dificuldade de vencer através dos métodos clássicos de seu estilo de Kung-Fu, o Wing Chun, considerado um dos mais diretos. Por essa razão, quebrou a abordagem clássica e se desenvolveu em vários sistemas de artes marciais, unificando-as em um método que chamou de Jeet Kune Do. A principal diferença que Lee estava adotando ao Jeet Kune Do era a prioridade para a velocidade, usando para isto golpes lineares, ao invés dos tradicionais movimentos circulares das artes clássicas.

Bruce Lee, aos 13 anos de idade, começa seus treinamentos de artes marcias com o mestre Yip Man em Hong Kong. Na foto, pratica chi sao (técnica do Wing Chun) com Yip.

Os estilos pesquisados e sintetizados por Lee são o Boxe, a Esgrima e o Wing Chun (Ving Tsun) que estudou na China, junto com o famoso mestre Yip Man entre outros.
A abordagem filosófica do Jeet Kune Do é o mais importante do sistema, já que ele não se limita a conjuntos de movimentos. Para Lee o Jeet Kune Do se desenvolve diferentemente em cada tipo de lutador, porque as pessoas são igualmente diferentes, e não possuem as mesmas características físicas e psicológicas. A “liberdade de expressão” era para ele fundamental dentro de uma luta, e acreditava que um sistema marcial restrito, ou um conjunto de movimentos limitava a habilidade de resposta do lutador, que deve ser completa. O lutador eficaz deveria ser capaz de responder a qualquer tipo de situação. Essa era uma de suas principais divergências quanto aos métodos clássicos, que exploram situações de adversários estáticos em sequências pré-estabelecidas, “dissecando-as como um cadáver”. Para ele o combate era bem vivo, e muito diferente de qualquer abordagem estática.
Entre as principais contribuições técnicas das pesquisas de Bruce Lee estão as teorias sobre a eficiência dos golpes diretos e simples, jabs com os dedos, técnicas e solo, e principalmente, as interceptações.
Do ponto de vista teórico a importância do controle da “distância”, do “timing” e da “cadência”, quebras de ritmo e dos fatores psicológicos do combate.
Sobre o ponto de vista físico, seus métodos de treinamento, alimentação e principalmente da coordenação e acurácia para desenvolvimento de maior potência dos golpes, através do domínio da tensão relaxamento das fibras musculares no momento dos golpes, além dos processos mecânicos envolvidos em cada um.

## A filosofia
Para Bruce Lee, o Jeet Kune Do é um método pessoal que se desenvolve no íntimo de cada um e a sua filosofia não se limita apenas a um conjunto de movimentos, mas sim à “liberdade de expressão” que um lutador tem e manifesta em combate. Um lutador deve ser capaz de responder de forma espontânea a qualquer tipo de situação e deve fazer isso sem a limitação de uma determinada arte marcial. Assim sendo, o praticante deve adaptar o estilo ao seu corpo e não o corpo ao estilo.
Com este processo, o mestre Bruce Lee procurou demonstrar que um lutador não precisa dominar mecanicamente todas as técnicas de uma determinada arte marcial, pois o corpo humano pode responder de uma forma mais eficiente ao utilizar várias técnicas em conjunto. Lee comparou a sua filosofia ao trabalho de um escultor e indicou que este trabalha o barro para ter uma peça única e o Jeet Kune Do “deixa fora tudo o que é inútil” e trabalha apenas o que é essencial para a melhor prestação de um lutador em qualquer tipo de combate.
Seguindo a filosofia de adaptação a cada cenário de luta, a arte marcial não possui originalmente um sistema de graduação. Porém, contudo, algumas escolas de Jeet Kune Do implementaram sistemas de graduação ao longo dos anos, onde a classificação varia de acordo com as escolhas de cada instrutor.

### "Seja água"
Uma das frases mais famosas de Bruce Lee, onde explica a necessidade de ser capaz de se adaptar:
"Esvazie sua mente, sem forma, como a água. Se você colocar água em um xícara, ela se tornará a xícara. Você coloca água em uma garrafa e ela se torna a garrafa. Você a coloca em um bule e ela se torna o bule. Agora a água pode fluir ou pode arrebentar. Seja água, meu amigo."